# Meeswijk
Meeswijk is een dorp en deelgemeente van de Belgische gemeente Maasmechelen, het was een zelfstandige gemeente tot aan de gemeentelijke herindeling van 1971 toen het aan Leut werd gehecht, in 1977 werd het net als Leut een deelgemeente van de nieuwe fusiegemeente Maasmechelen.
Meeswijk grenst aan de Maas en een veer verbindt Meeswijk met de Nederlandse woonkern Berg aan de Maas, een deel van de gemeente Stein.
Café Overzet in Meeswijk, vlak bij de veerpont, was jarenlang een trefpunt voor wandelaars, fietsers en kajakkers. Het café werd in 2005 gesloten en afgebroken in het voorjaar van 2006 omdat het binnen het winterbed van de Maas lag. In het café waren merktekens te zien die aangaven welk niveau het water bij overstromingen bereikte.
Belgische douaniers hadden tot einde jaren 60 van de twintigste eeuw, hun kantoor in het gebouw rechts van het café.

## Etymologie
De eerste vermelding van Meeswijk stamt uit 946 als Masvik, van Maso (Maas) en wika (vicus) of nederzetting.

## Geschiedenis
De heerlijke rechten behoorden oorspronkelijk toe aan de Sint-Laurentiusabdij te Luik en aan het Sint-Servaaskapittel te Maastricht. Het laatste kapittel verkocht de rechten in 1300 aan Jacob van Tongeren, die heer was van Leut. Dit gaf aanleiding tot twisten met de Sint-Laurentiusabdij. Pas in 1681 werd door het Duitse keizerlijk hof te Spiers bekrachtigd dat Meeswijk definitief tot Leut behoorde.
Op kerkelijk gebied is er de Sint-Laurentiusparochie, die waarschijnlijk door de Sint-Laurentiusabdij was gesticht. Deze bezat het patronaatsrecht en een groot deel van de tienden.

## Demografische ontwikkeling
- Bronnen:NIS, Opm:1831 tot en met 1961=volkstellingen

## Bezienswaardigheden
- De Sint-Laurentiuskerk is een kerkgebouw in classicistische stijl uit 1788, met een neoclassicistische toren uit 1867
- De smidse van Meeswijk, uit 1810, werd in 2008 verbouwd tot een museum
- De paardenlijkwagen van Leut-Meeswijk wordt sinds 2021 in de Sint-Remigiuskerk van Vucht tentoongesteld.

## 10 mei 1940
Bij de inval van de Wehrmacht op 10 mei 1940 sneuvelden in Meeswijk, vlak bij de veerpont vijf Nederlandse militairen. Voor hen werd een monument opgericht (zie afbeelding). Ze staken de Maas over en sneuvelden bij de oversteek toen ze in het kruisvuur terecht kwamen tussen Belgen in de intussen verdenen bunker en de snel naderende Duitsers. Het waren Bram Bogers, Pieter Scheffers, Joannes Rademakers, Jan Dohmen en Louis Rouschop.
Het is niet bekend of ze door Belgisch of Duits vuur zijn gedood. Meerdere lezingen bestaan hierover. Eén ervan luidt dat de groep Nederlandse soldaten die door de Maas waadde door de Duitsers werd beschoten. Het is zeker dat de op de Belgische oever weer in stelling gebrachte Nederlandse mitrailleur een Duitse machinegeweer heeft uitgeschakeld. Mogelijk hebben de Belgen de terugtrekkende Nederlanders voor Duitsers aangezien en ze vanuit een op de westelijke Maasoever gelegen Belgische bunker onder vuur genomen. Veel Duitsers droegen namelijk Nederlandse uniformen.

## Natuur en landschap
Meeswijk ligt in de vallei van de Maas, op een hoogte van 35 à 38 meter. In 2021 waren ingrijpende herstellingen nodig aan de weg naar het veer na de hoogwaterstanden van de Maas in juli 2021.

## Verenigingsleven
In Meeswijk bestaat de schutterij Sint-Laurentius. Daarnaast is er, sinds 1882, de koninklijke fanfare Sint-Cecilia.

## Geboren in Meeswijk
- Hubertus Bovens, vicaris-generaal van het bisdom Luik ten tijde van bisschop Martin-Hubert Rutten

## Galerij

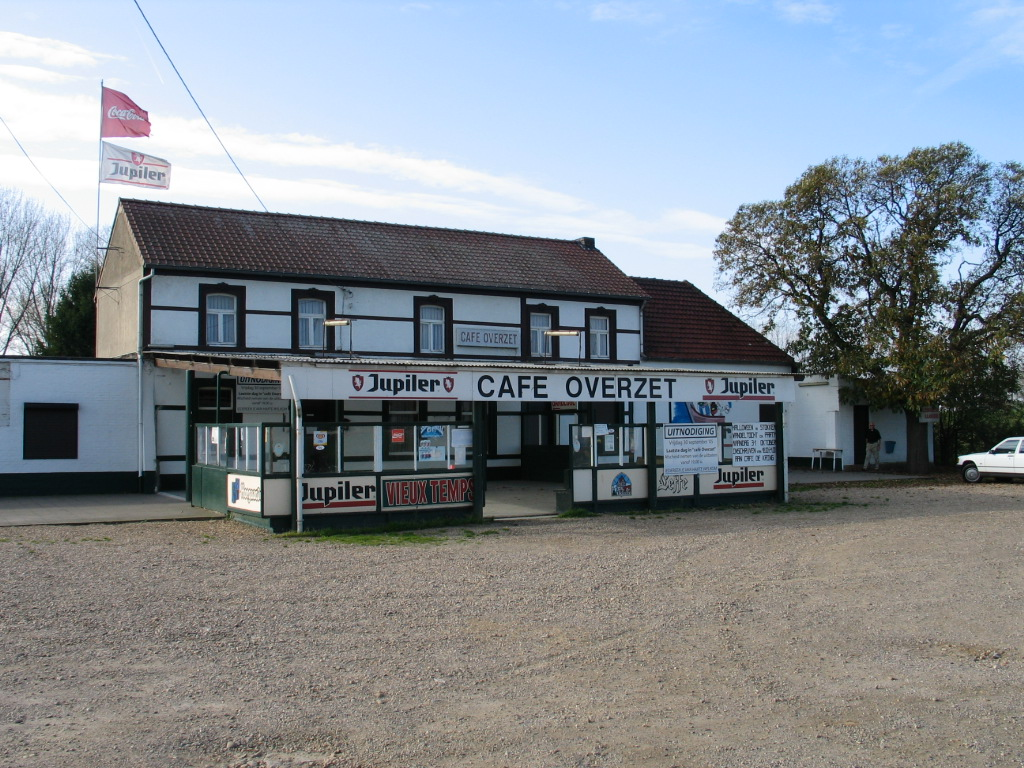
Café Overzet gesloopt in 2005
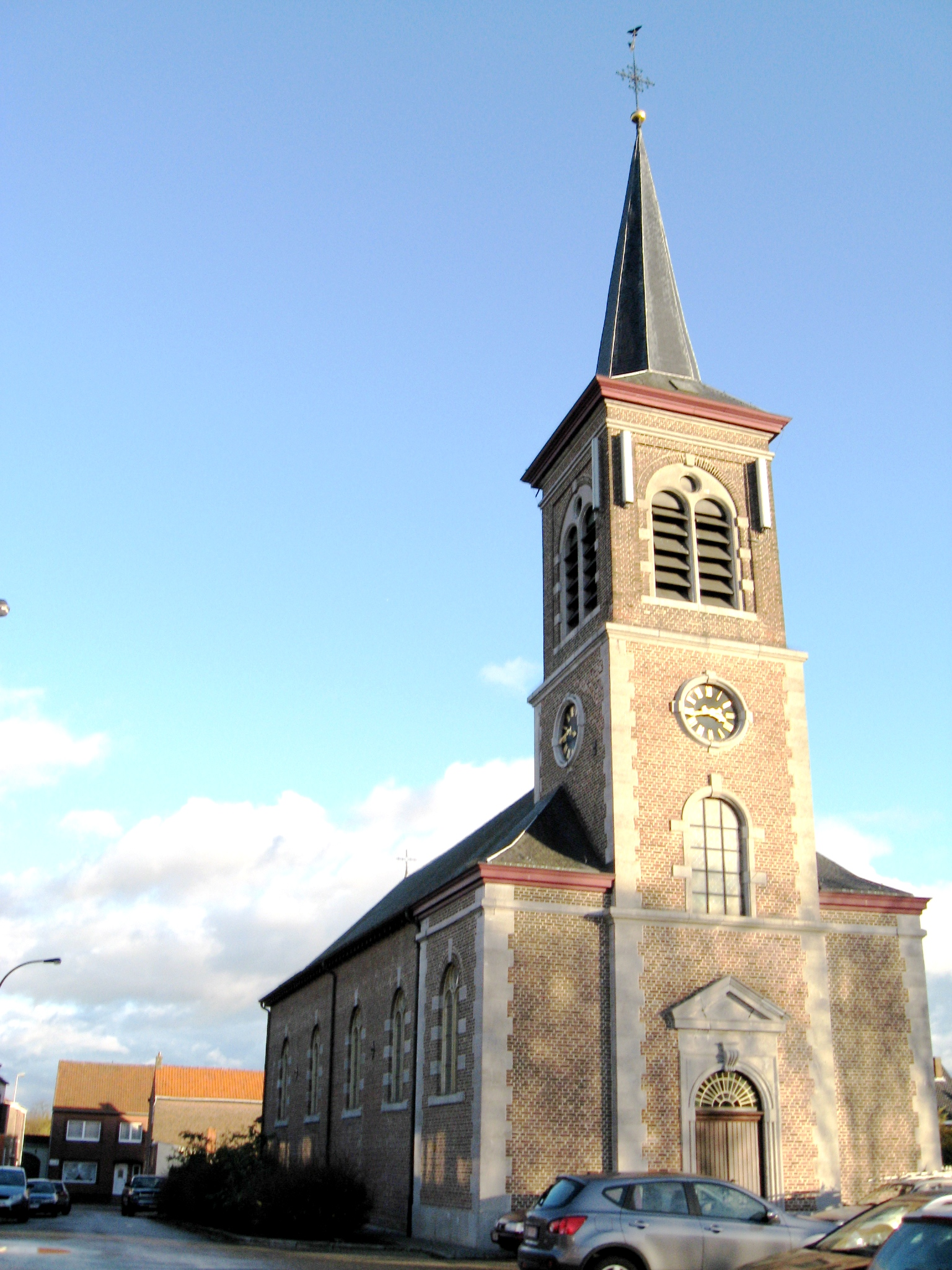
De Sint-Laurentiuskerk
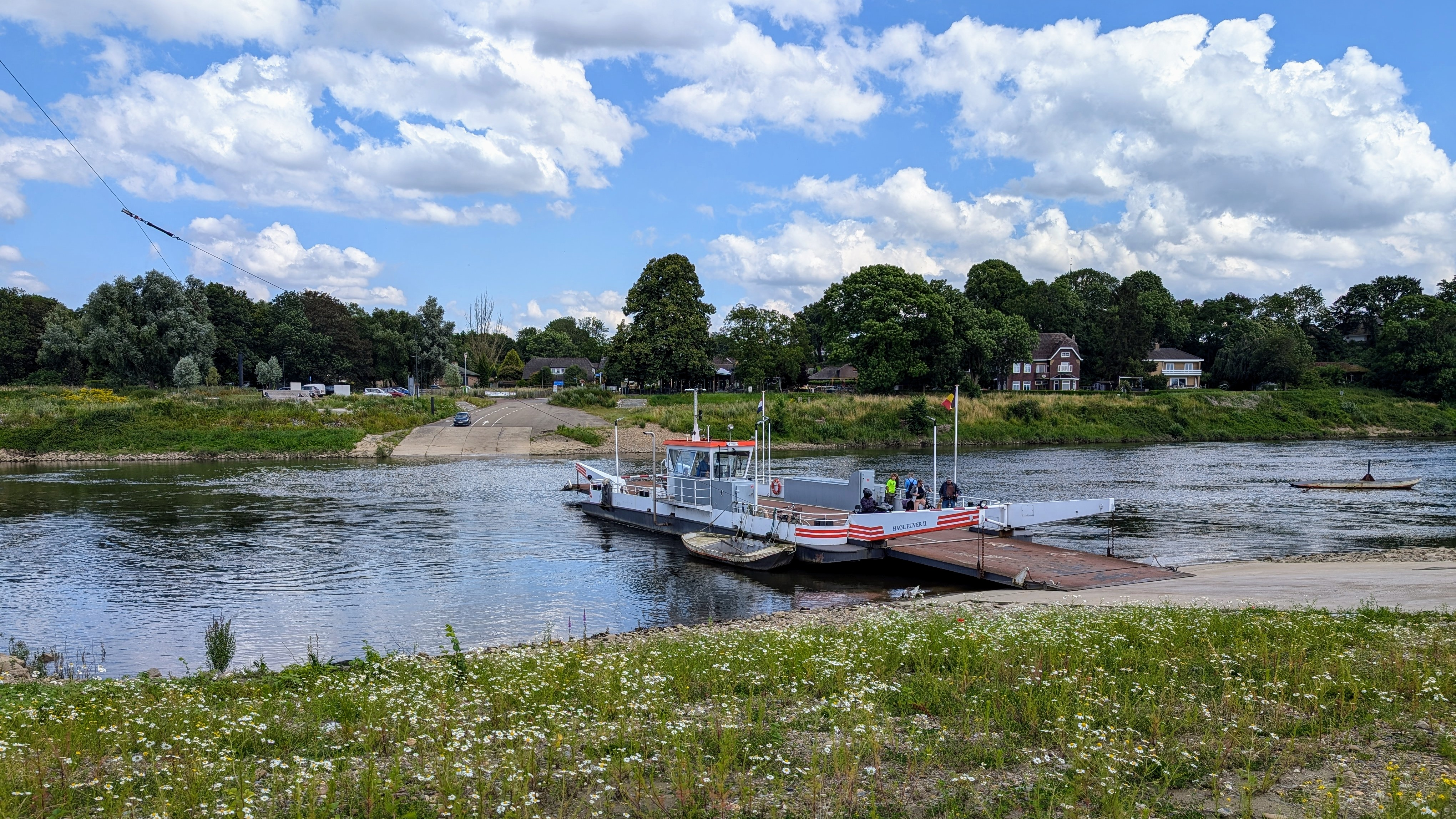
De veerpont (juli 2024)
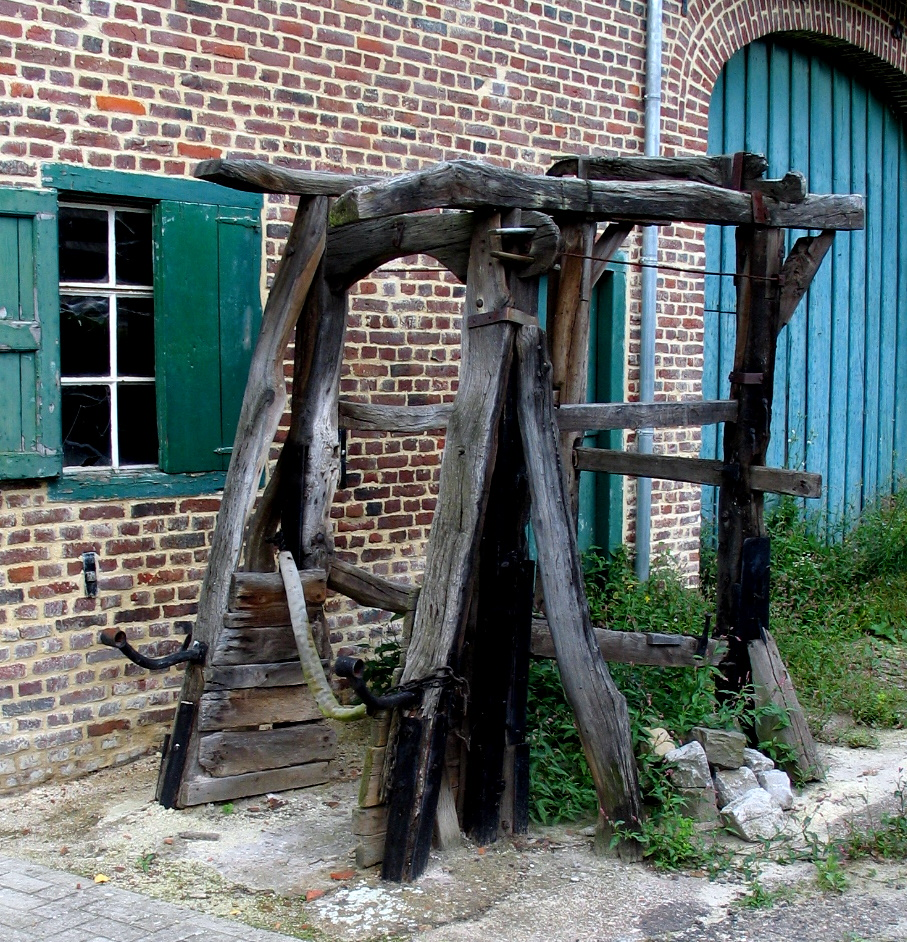
Hoefstal in Meeswijk
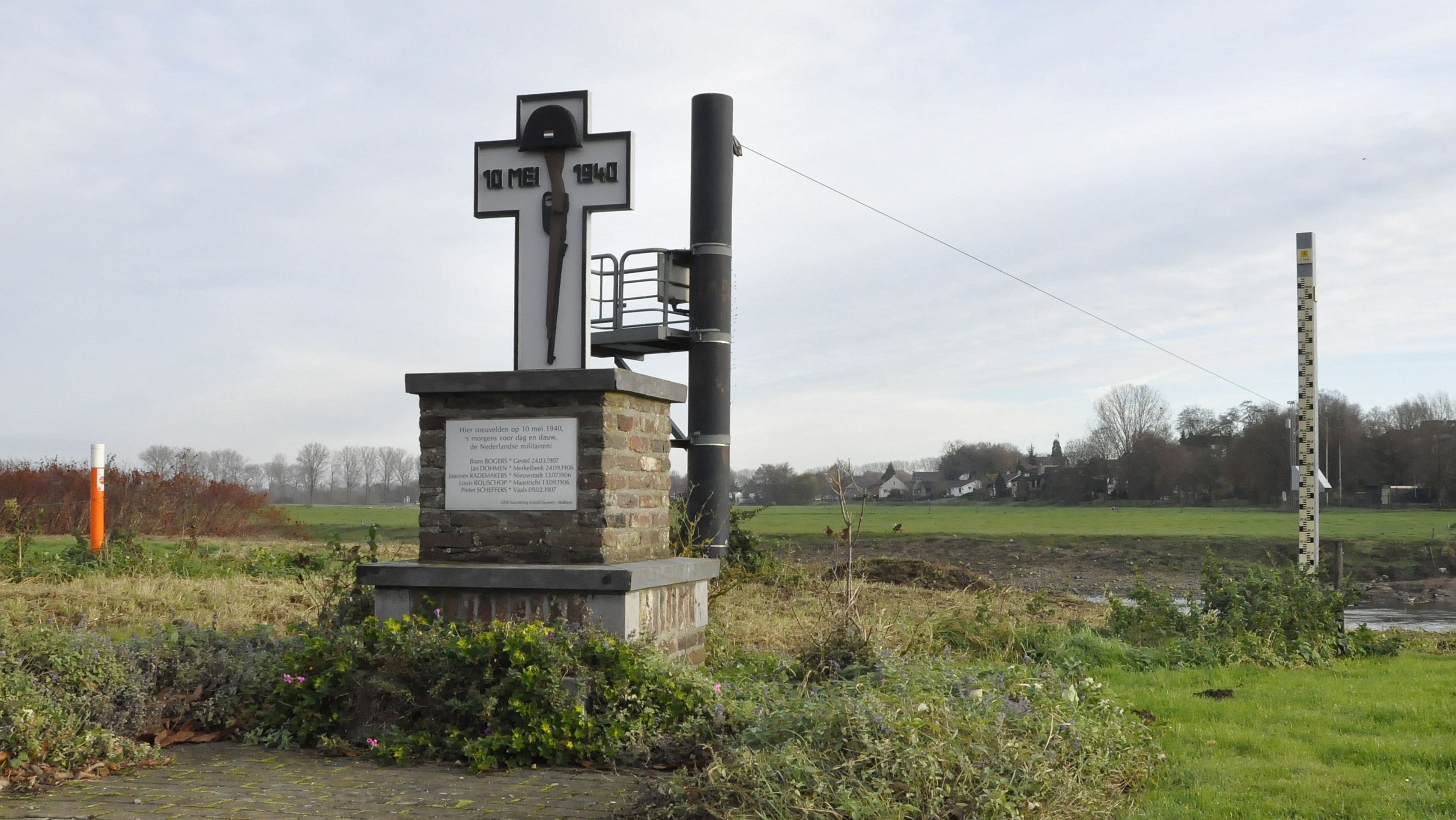
Gedenkteken aan de veerpont voor de Nederlandse militairen die hier sneuvelden op 10 mei 1940

## Nabijgelegen kernen
Berg aan de Maas, Stokkem, Lanklaar, Leut, Urmond